# Pachycormidae
Pachycormiformes
Ordre
Famille
Les Pachycormidae, ou pachycormidés en français, sont la seule famille de l'ordre éteint des Pachycormiformes (pachycormiformes en français). Ce sont des poissons fossiles du Mésozoïque ayant vécu en Eurasie et sur les continents américains.
La place systématique de l'ordre des Pachycormiformes n'est pas déterminée de manière consensuelle (Halecomorpha, Semionotiformes ou Teleostei).

## Classification

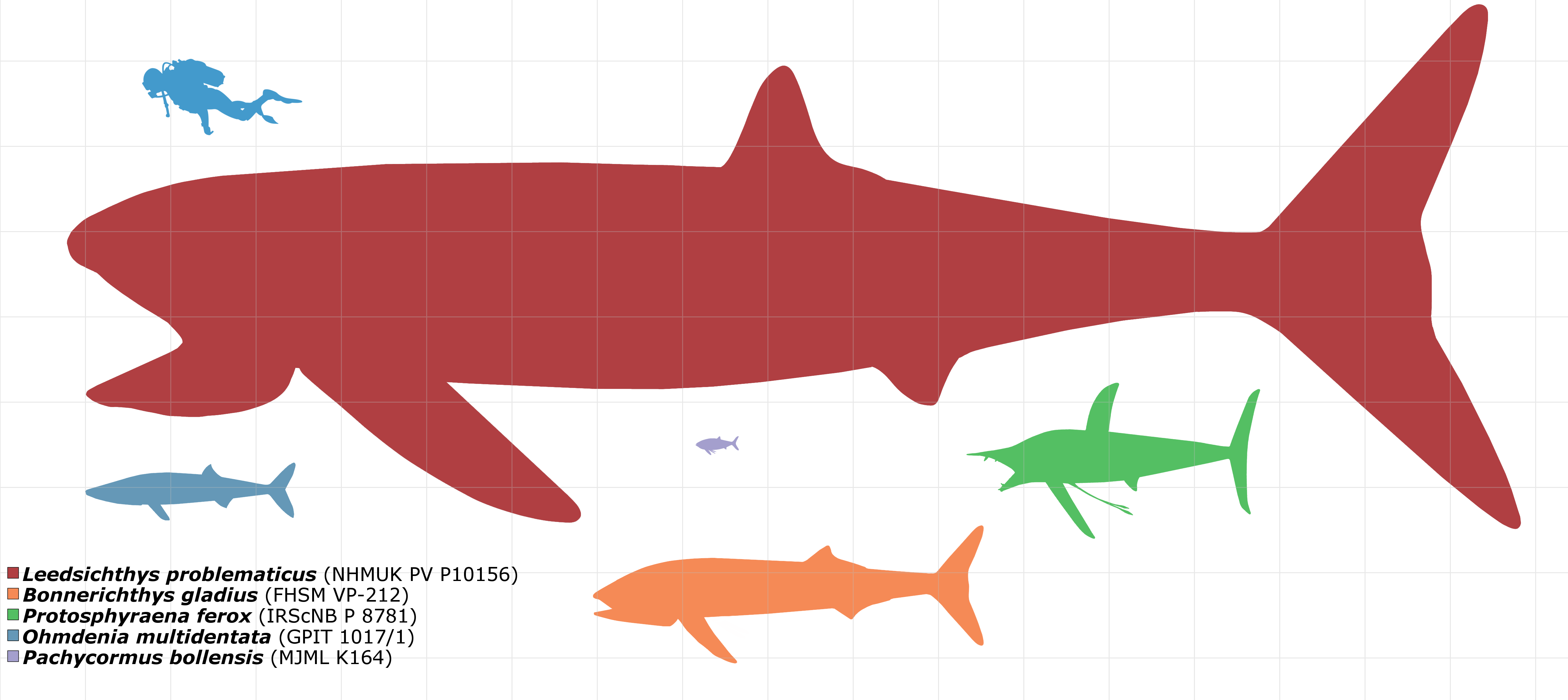
Taille de différents pachycormidés.

Genres de Pachycormiformes (Pachycormidae)
- † Asthenocormus
- † Australopachycormus
- † Eugnathides
- † Bonnerichthys
- † Euthynotoides
- † Euthynotus
- † Hypsocormus
- † Leedsichthys
- † Martillichthys
- † Orthocormus
- † Pachycormus
- † Prosauropsis
- † Protosphyraena
- † Rhinconichtys
- † Sauropsis
- † Saurostomus